# دانه پرستو
دانه پرستو (نام علمی: Thymelaea) نام یک سرده از تیره مازریونیان است.